# Carlos Cuerda Gutiérrez
Carlos Cuerda Gutiérrez (f. 1939) fue un militar y abogado español.

## Biografía
Militar y abogado de profesión, durante el periodo de la Segunda República fue un conocido izquierdista y militó en el Partido Social Revolucionario.
En julio de 1936, al estallido de la Guerra civil, se encontraba en Jaén en situación de retirado y con el rango de capitán. A mediados de 1937 recibió el mando de la 80.ª Brigada Mixta, que mantuvo hasta enero de 1938. Poco después pasó a ejercer el mando de la 21.ª División, situada en el frente de Andalucía. En agosto de 1938 fue nombrado comandante de la 71.ª División, permaneciendo en el frente de Extremadura durante el resto de la contienda.
Capturado por los franquistas al final de la guerra, fue fusilado en Jaén el 2 de octubre de 1939.